# Delosperma oehleri
Delosperma oehleri là một loài thực vật có hoa trong họ Phiên hạnh. Loài này được (Engl.) Herre mô tả khoa học đầu tiên năm 1948.